# Bridget O'Connor
Bridget O'Connor (Harrow, Londres, 18 de janeiro de 1961 – Hove, Reino Unido, 22 de setembro de 2010) foi uma autora, dramaturga e roteirista britânica. Como reconhecimento, foi nomeada ao Oscar 2012 na categoria de Melhor Roteiro Adaptado por Tinker Tailor Soldier Spy.